# Yves Baraye
Bertrand Yves Baraye (Dakar, 21 de junio de 1992) es un futbolista senegalés que juega de centrocampista en la A. C. D. Ospitaletto de la Serie D.

## Trayectoria
Formado en la cantera del Olympique de Marsella, en la que permaneció del 2000 a 2009, fichó por el Udinese Calcio en 2009, jugando en su filial hasta 2011, año en que fichó por la Associazione Calcio Lumezzane.
Destacó en el Lumezzane, motivo por el cual fichó por el AC ChievoVerona, equipo que lo cedió en las dos temporadas en las que permaneció en el Chievo. Primero jugó cedido en la Società Sportiva Juve Stabia y en el Sassari Torres 1903.
Su buen hacer en los equipos en los que estuvo cedido hicieron que el Parma Calcio 1913 se hiciese con sus derechos deportivos. Con el Parma logró el ascenso a la Serie A en la temporada 2017-18.

## Clubes

### Categorías inferiores
| Club                  | País    | Año       |
| --------------------- | ------- | --------- |
| Olympique de Marsella | Francia | 2000-2009 |
| Udinese Calcio        | Italia  | 2009-2011 |

### Profesional
| Club                         | País     | Año       |
| ---------------------------- | -------- | --------- |
| A. C. Lumezzane              | Italia   | 2011-2013 |
| S. S. Juve Stabia            | Italia   | 2013-2014 |
| A. C. ChievoVerona           | Italia   | 2014-2015 |
| Sassari Torres 1903 (cedido) | Italia   | 2014-2015 |
| Parma Calcio 1913            | Italia   | 2015-2020 |
| Calcio Padova (cedido)       | Italia   | 2019      |
| Gil Vicente F. C. (cedido)   | Portugal | 2019-2020 |
| Gil Vicente F. C.            | Portugal | 2020-2021 |
| Belenenses SAD               | Portugal | 2022      |
| F. K. Vojvodina              | Serbia   | 2022-2023 |
| C. S. Marítimo               | Portugal | 2023-2024 |
| A. C. D. Ospitaletto         | Italia   | 2024-     |